# Нівала
Ні́вала фін. Nivala — місто в провінції Північна Пох'янмаа в Фінляндії.
Чисельність населення становить 11 014 осіб (2010). Місто займає площу 536,91 км ² з яких водна поверхня становить 8,93 км ². Щільність населення — 20,86 осіб / км ².

## Відомі люди
- Атте Охтамаа — фінський хокеїст.
- Марія Логела (* 1978) — фінська політична діячка.
- Кайса Калліо (1878—1954) — фінська домогосподарка, Перша леді Фінляндії з 1937 по 1940 рік.